# Inwazja. 9 kwietnia 1940
Inwazja. 9 kwietnia 1940 (duń. 9. april) – duński dramat wojenny w reżyserii Roniego Ezry, którego premiera odbyła się w 2015 roku.

## Fabuła
9 kwietnia 1940 roku niemiecka armia przekroczyła duńską granicę. Duńczycy prowadzą wojnę z najsilniejszą armią Europy. W Południowej Jutlandii duńskie oddziały rowerowe i motocyklowe otrzymały rozkaz, aby wbrew wszelkim przeciwnościom powstrzymać siły niemieckie, do czasu zmobilizowania wsparcia. Podporucznik Sand (Pilou Asbæk) i jego oddział cyklistów – jako pierwsi napotykają wojska przeciwnika.

## Obsada
Źródło: Rotten Tomatoes

- Gustav Dyekjær Giese
- Pilou Asbæk
- Joachim Fjelstrup
- Sebastian Bull Sarning
- Lars Mikkelsen

## Produkcja
Budżet filmu wyniósł 22 miliony koron i był wspierany przez Det Danske Filminstitut, stację telewizyjną TV 2 oraz gminę Haderslev.

## Nagrody
| Rok  | Nagroda | Kategoria               | Nominacja                                                | Wynik     |
| ---- | ------- | ----------------------- | -------------------------------------------------------- | --------- |
| 2016 | Robert  | Årets visuelle effekter | Thomas Øhlenschlæger                                     | Nominacja |
| 2016 | Robert  |                         | Producent: René Ezra, Tomas Radoor Instruktor: Roni Ezra | Nominacja |